# Auguste Bigand
Auguste Bigand né à Champlan le 2 juin 1803 et mort à Versailles le 3 janvier 1875 est un peintre français.
Il fut très lié à la ville d'Avignon et fit de nombreux dons au musée Calvet de cette ville.

## Biographie
Auguste Bigand est né en 1803 dans l'ancien département de Seine-et-Oise à Champlan (commune de l'actuelle Essonne, sise à 21 km de Versailles entre Massy et Longjumeau). Il est le fils de Pierre-Louis Bigand et de Marie-Sophie d'Alban. Il entre aux Beaux-Arts de Paris en 1822, où il est élève de Pierre-Narcisse Guérin puis de Louis Hersent. 
En 1827, sous la direction de Merry-Joseph Blondel, il participe à l'exécution d'un grand plafond du palais du Louvre. L'année suivante, désireux de se parfaire dans l'art, il se rend en Italie comme de nombreux artistes avant lui. Dans la ville éternelle, il retrouve Pierre-Narcisse Guérin, qui était alors directeur de l'Académie de France à Rome. Une lettre de recommandation d'Hersent est assez flatteuse à son égard.
À partir de 1834, il expose aux Salons des tableaux religieux et des portraits. Très lié à Esprit Requien, célèbre botaniste avignonnais, il s'intégre à la vie locale de la cité des papes, est admis au sein de la Société savante l'Athénée de Vaucluse et reçoit de nombreuses commandes de portraits des célébrités provençales du conseil général de Vaucluse. Cependant, il réside le plus souvent à Versailles au 93, avenue de Saint-Cloud. Élu conseiller municipal en 1843, réélu par la suite, il démissionne de ce mandat en 1855. Capitaine de la Garde nationale, il fait preuve d'un certain courage sous les ordres de son confrère et ami Horace Vernet.
D'autre part, il est un des maîtres du peintre Émile Lambinet.
Il fait de nombreux dons au musée Calvet d'Avignon, dont une miniature des traits de sa mère réalisée par Jean-Jacques Karpff, dit Casimir, ainsi qu'un buste en plâtre de lui-même réalisé par Dantan le jeune en 1831.

## Son œuvre
Auguste Bigand, sans avoir révolutionné la peinture, est un habile praticien, dans les limites de ses talents. S'il a abordé le portrait mondain et le portrait historique, la nature morte et les sujets de genre ; il semble cependant avoir eu un certain succès auprès d'une clientèle ecclésiastique. En effet, nombre de ses sujets religieux exposés aux Salons y sont signalés comme vendus. Ceci prouve que plusieurs institutions religieuses, églises, chapelles ou couvents doivent encore s'orner de tableaux de Bigand. Où donc est Le tableau du Salon de 1844 Saint Théodore et Saint Didyme n'est pas localisé. Cette politique d'acquisition d'œuvres sacrées est à mettre en rapport avec l'attitude bienveillante des autorités civiles de l'époque où Bigand exposa de 1834 à 1868, en somme de la Monarchie de Juillet au Second Empire.

### Envois aux Salons
- 1834, no 133, Étude de vieillard.
- 1837, (comme Gustave Bigand), no 125 Job sur son fumier, no 126 *Michel-Ange de Caravage, no 127, Portrait de M. Mathieu, maître de chapelle, no 128, Portrait d'homme.
- 1838 (pas de prénom), no 100, Saint Polycarpe, évêque de Smyrne, no 103, Portraits d'enfants.
- 1839, no 175, Saint Germain, no 176, Saint Symphorien, no 177, David vainqueur de Goliath (musée d'Avignon), no 178, Tête de Silène, no 179, Tête de saint Paul, no 180, Tête de Lazare, no 181, Portrait de Mme la marquise de C..., no 183 Portrait de M. B....
- 1840, no 100, Saint François de Sales, évêque et prince de Genève, no 101, *Judith. no 102, *Tête d'étude de vieillard, no 103, Portrait d'enfant.
- 1841, no 152, Saint Paul l'hermite refuse la visite de saint Antoine le solitaire, no 153, Un capucin lisant, no 154, Trois tête d'étude.
- 1842, no 142, *Mort de saint Jérôme, no 143 *Mort de saint Paul l'hermite, no 144, * Tête de vieillard, no 145, *Tête de jeune homme.
- 1843, no 9 Saint Antoine, no 9 Faust, no 9 Un Aveugle (musée d'Avignon).
- 1844, no 130, Saint Théodore et Saint Didyme.
- 1845, no 140, Les derniers instants de Néron, localisation inconnue. Tableau cité par Charles Baudelaire dans Curiosités Esthétiques, Salon de 1845 : « Eh quoi ! c'est là un tableau de M. Bigand ! Nous l'avons bien longtemps cherché. - M. Bigand le coloriste a fait un tableau tout brun- qui a l'air d'un conciliabule de gros sauvages. » Ce commentaire un peu caustique nous apprend que Baudelaire semble connaître Bigand puisque d'une part il aurait longtemps cherché son tableau et d'autre part qu'il le cite comme M. Bigand le coloriste. Baudelaire à l'air ainsi de regretter ce camaïeu de brun, alors qu'il paraît se souvenir qu'il utilise à bon escient la couleur. Il est exact que le tableau est bien brun, mais on appréciera la trouvaille des personnages au premier plan creusant la tombe à moitié dedans, ces figures forment ainsi repoussoir pour la scène principale ou le tyran apprécie le tranchant d'un poignard. La lumière provient d'une lampe placée juste derrière l'un des fossoyeurs, les détails : casques, tissus, coupe de fruits, sont bien rendus et les attitudes sont assez souples pour une composition à neuf figures, certaines un peu difficiles à discerner cependant.
- 1846, no 152, *La dernière nuit de Néron, no 153, Portrait de M. ***.
- 1847, no 143, Saint Martin donnant la moitié de son manteau à un pauvre.
- 1848, no 367, Études, no 368, Jeunes filles revenant de la ville, no 369, Trois tableaux de nature morte, no 370, Portrait.
- 1851, La Charité (musée d'Avignon).
- 1865, Saint Vincent diacre et martyr, Fuite de Néron.
- 1866, no 165, Saint Antoine dans le désert, no 166, Bélisaire et son guide.
- 1867, no 143, Saint Symphorien.
- 1868, no 244, Le transi de Saint-Martial (la statue qui porte ce nom légendaire recouvrait le tombeau du cardinal Jean de La Grange, dans l'église des Bénédictins d'Avignon).

### Œuvres dans les collections publiques
- Avignon, musée Calvet :

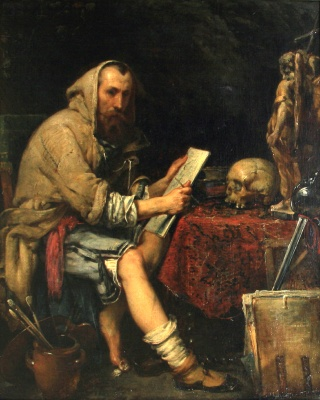
Le Caravage dans son atelier (1835), Avignon, musée Calvet.

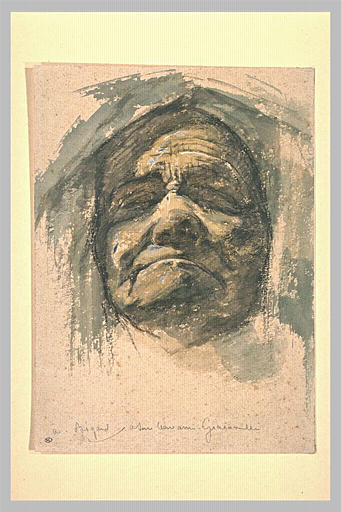
Tête de vieille femme, Paris, musée du Louvre.

  - Jeune Romaine, 1829, huile sur toile, 0,42 × 0,32, legs Requien ;
  - Le Caravage dans son atelier, 1835, huile sur toile, 0,65 × 0,55, signée et datée, legs Requien. Bigand se serait représenté sous les traits du célèbre peintre italien du XVIIe siècle Michelangelo Merisi da Caravaggio dit Le Caravage. Cette comparaison flatteuse est typique de la peinture du XIXe siècle qui vénère le passé et aime à s'imaginer les grands créateurs dans la solitude de leur atelier, Bigand montre ici une légèreté dans l'iconographie qui peut faire sourire, en effet il montre Le Caravage un porte-crayon à la main. Or selon l'esthétique caravagesque le dessin est proscrit comme instrument de travail. Il faut d'un seul jet composer sans aide préalable. Néanmoins nous apprécions de découvrir ses traits dans le fatras d'un atelier d'artiste. Vêtu d'une sorte d'habit monastique les manches et les mollets nus un pied chaussé, l'autre non, Le Caravage nous dévisage de façon peu amène, fidèle à son caractère rude. Une tête de mort forme une compagnie bien sérieuse à cet artiste, tandis qu'un ange, près d'un rapière, tient une croix. Au sol une cruche de terre contient des pinceaux ;
  - Faust et Méphistophélès, huile sur toile, 1,19 × 0,90, legs Requien ;
  - Faust et Méphistophélès, huile sur toile, 113,5 × 1,46, legs Requien ;
  - Bélisaire demandant l’aumône, huile sur toile, 1,17 × 0,99, don de l’auteur en 1843 ;
  - La Charité, Salon de 1843, huile sur toile, 2,50 × 3,90, don de l’auteur en 1851 ;
  - Judith venant de décapiter Holopherne, huile sur toile, 0,26 × 0,95, legs Requien ;
  - Halte de Bohémiens, huile sur toile, 1,84 × 2,94, don de l’auteur en 1861 ;
  - Portrait de Louis de Perussis, huile sur toile, 0,79 × 0,67, don de l’auteur en 1837 ;
  - Boudin sous les traits de David vainqueur de Goliath, huile sur toile, 0,91 × 0,74, don de l’auteur en août 1839 ;
  - Jean de l’Hostel, évêque de Viviers, huile sur toile, 0,73 × 0,59, legs Requien ;
  - Castil Balze, huile sur toile, 0,73 × 0,59, legs Requien ;
  - Le Cardinal Philippe de Cabassole,  1839, huile sur toile, 1,34 × 1,00, don du conseil général du Vaucluse ;
  - Étienne Antoine de Boulogne, 1839, huile sur toile, 1,33 × 1,01, don de M. de Boulogne, neveu du modèle en 1841 ;
  - Madame Requien, mère d’Esprit Requien, huile sur toile, 0,65 × 0,54, legs Requien ;
  - Tête de Silène couronné de lierre, huile sur toile, 0,65 × 0,54, legs Requien ;
  - Autoportrait, huile sur toile, 0,74 × 0,63 ;
  - Portrait d’Esprit Requien (1788-1851), 1832, huile sur toile, dédicacée « Pro Amico suofaciebat Auguste Bigand avenione ». Ce Portrait d'Esprit Requien, sans condescendance pour l'aspect physique du modèle, est sans doute l'œuvre qui maintiendra Bigand dans la mémoire des érudits : il est toujours plaisant de connaître les traits d'une personnalité, et la renommée de Requien dans un autre domaine que l'art pictural rejaillit sur Bigand. Célèbre naturaliste du XIXe siècle, Esprit Requien est le plus illustre scientifique avignonnais. Issu d'une vieille famille de la bourgeoisie, il se consacre à la botanique. Il réalise le premier relevé de l'étagement du mont Ventoux, et le premier inventaire botanique de la Corse, il s'occupe très activement du Jardin Botanique d'Avignon et constitue un herbier qui légué à la ville d'Avignon demeure aujourd'hui une référence (il est considéré comme le cinquième de France). Comme sa table était excellente, ses dîners du dimanche avaient un succès mondain, y participaient, entre autres, les peintres Horace Vernet, Paul Delaroche, le compositeur Litz et Prosper Mérimée. La correspondance entretenue entre Requien et Mérimée, tous deux inspecteurs des Travaux historiques est restée célèbre, publiée dans la Revue de Paris, on y apprend que ses deux amis se révoltèrent contre le projet d'un ingénieur : il s'agissait de faire passer une voie de chemin de fer sur les remparts d'Avignon. C'est probablement grâce au peintre Horace Vernet, dont la famille était installée à Avignon depuis fort longtemps, que Bigand et Requien entrèrent en relation. Les collections d'histoire naturelle léguées par Requien à la ville d'Avignon constituent la plus grande part de l'actuel Muséum Requien et l'une des nombreuses richesses patrimoniales de cette cité ;
  - La Charité de saint Laurent d’après Sérodine, huile sur toile, 0,56 × 0,43, legs Raynolt ;
  - Les Noces de Cana d’après Strozzi, huile sur toile, 0,43 × 0,56, legs Raynolt ;
  - Saint François d’Assise et la Vierge d’après Pierre Parrocel, huile sur toile, 0,55 × 0,41, legs Raynolt ;
  - Petit Chevrier et son troupeau (étude), huile sur toile, 0,51 × 0,70, legs Raynolt ;
  - Troupeau (étude), huile sur toile, 0,51 × 0,70, legs Raynolt ;
  - Berger buvant à une source et troupeau de brebis (étude), huile sur toile, 0,51 × 0,70, legs Raynolt ;
  - Berger à cheval conduisant son troupeau (étude), huile sur toile, 0,51 × 0,70, legs Raynolt ;
  - Crucifixion de saint Pierre, huile sur toile, 0,56 × 0,43, legs Raynolt.
- Paris, musée du Louvre : Tête de vieille femme, crayon noir, aquarelle, rehaut de blanc sur papier.

### Gravures d'après Auguste Bigand
- Augustin Burdet (1798-1970) a gravé Le sacre de Charles X à Reims d'après le tableau éponyme d'Auguste Bigand.